# نهر لوا
نهر لوا (بالإنجليزية: Loa River)‏ أحد أنهار تشيلي، يقع في إقليم أنتوفاغاستا، ويبلغ طوله 440 كم ومساحة المسطح المائي 33.570 كم2.